# Demos Memneloum
Demos Memneloum (12 de junio de 1994) es una deportista chadiana que compite en judo. Ganó una medalla de bronce en los Juegos Panafricanos de 2019, y una medalla de bronce en el Campeonato Africano de Judo de 2019.

## Palmarés internacional
| Juegos Panafricanos | Juegos Panafricanos         | Juegos Panafricanos | Juegos Panafricanos |
| Año                 | Lugar                       | Medalla             | Categoría           |
| ------------------- | --------------------------- | ------------------- | ------------------- |
| 2019                | Rabat (Marruecos)           | Medalla de bronce   | –70 kg              |
| Campeonato Africano |                             |                     |                     |
| Año                 | Lugar                       | Medalla             | Categoría           |
| 2019                | Ciudad del Cabo (Sudáfrica) | Medalla de bronce   | –70 kg              |